# 竹内柊平
竹内 柊平（たけうち しゅうへい、1997年12月9日 - ）は、ラグビーユニオンの選手。ジャパンラグビーリーグワンの東京サントリーサンゴリアスに所属している。

## 来歴
宮崎県出身。小学校6年生から中学校3年生まで、宮崎ラグビースクールに在席。
2016年、宮﨑工業高校卒業後、九州共立大学に入学。
2019年、九州共立大学ラグビー部の主将に就任した。
2020年、NTTコミュニケーションズシャイニングアークスに加入。
2022年1月8日に行われたJAPAN RUGBY LEAGUE ONE第1節コベルコ神戸スティーラーズ戦にて途中出場で公式戦初出場を果たした。
同年6月18日に行われたリポビタンDチャレンジカップ2022ウルグアイ戦にて途中出場で日本代表初キャップを獲得した。
同年7月、NTT再編に伴う新チーム浦安D-Rocks選手スコッドに選ばれた。
2025年6月1日、浦安D-Rocks退団を発表。その後、日本代表合宿参加やマオリ・オールブラックス戦、ウェールズ代表戦2試合に出場しながら、かねてから希望していた海外チームへの加入を模索したが、かなわなかった。
2025年7月29日、東京サントリーサンゴリアスへの加入を発表した。